# Miechów (Lubusz)
Pour les articles homonymes, voir Miechów.
Miechów (prononciation : [ˈmjɛxuf]) est un village polonais de la gmina de Sulęcin dans le powiat de Sulęcin de la voïvodie de Lubusz dans l'ouest de la Pologne.
Il se situe à environ 6 kilomètres au nord de Sulęcin (siège de la gmina et de le powiat), 27 kilomètres au sud de Gorzów Wielkopolski (capitale de la voïvodie) et 67 kilomètres au nord de Zielona Góra (siège de la diétine régionale).

## Histoire
Après la Seconde Guerre mondiale, avec la mise en œuvre de la ligne Oder-Neisse, le village est intégré à la République populaire de Pologne. La population d'origine allemande est expulsée et remplacée par des polonais.
De 1975 à 1998, le village appartenait administrativement à la voïvodie de Gorzów.

Depuis 1999, il appartient administrativement à la voïvodie de Lubusz